# Borgo fortificato di Monteodorisio
Il borgo fortificato è sito nel centro storico di Monteodorisio in provincia di Chieti.
Il borgo risale al XIV secolo mentre secondo altri risale al X secolo, quando compare nel 983 nella contea Teatina contro le contee longobarde come proprietà di un certo Odorisio Berardi.

## Storia

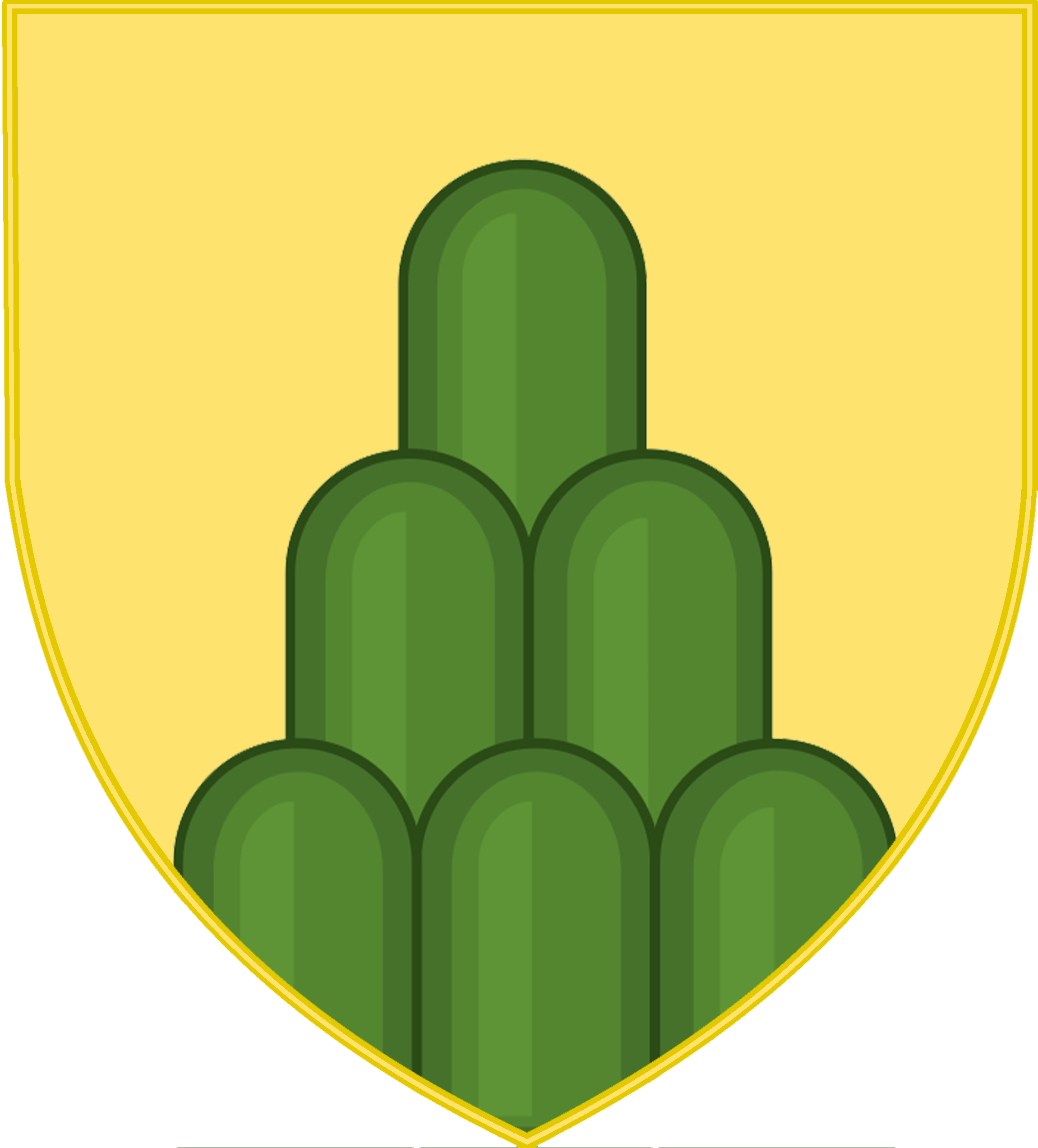
Stemma della famiglia Berardi, Conti dei Marsi

### Origini e fondazione del castello
Il territorio di Monteodorisio fu abitato sin dall'epoca italica dei Frentani. 
Il colle dove oggi sorge il borgo fu cinto da mura, divenendo da villa "civitas", e nel X secolo divenne la città principale di una contea omonima, sotto il controllo dei Conti dei Marsi. Nel 572 i Longobardi discesero in Italia, creando il Ducato di Spoleto e quello di Benevento, dove l'Abruzzo fu incluso. All'epoca Monteodorisio, composta da ville sparse, subì il saccheggio, e venne edificata una torre di controllo, l'antico presidio dell'attuale castello d'Avalos, che comunicava con la Torre della Fara, presente al confine dell'Abruzzo e del Molise, posta lungo il fiume Trigno, compresa oggi nel comune di Celenza sul Trigno. A quest'epoca (VIII secolo) risalirebbe il toponimo attuale, dal nome latino Mons e dal germanico Auderis, attestato anche nella cronaca dell'abbazia di Farfa nel 763, mentre un tal Auderirius risultò essere vescovo di Ascoli Piceno nel 776.
Tuttavia il toponimo del paese è riferibile al conte Oderisio Berardi, che estese i suoi domini fino alla costa adriatica frentana dalla Marsica. Importante è un documento in cui la Chiesa dava in concessione al conte Berardo Berardi la chiesa di San Nicola presso Monteodorisio, poi monastero dei Celestini (attuale santuario della Madonna delle grazie). Nella carta si riporta che Attone Berardi, vescovo e conte di Chieti, aveva il diritto di eleggere i prelati della chiesa benedettina e di ricevere le tasse, senza rendere conto all'episcopato Teatino. Da documenti pubblicati dal filologo abruzzese Cesare de Lollis, si apprende che sotto il governo di Carlo I d'Angiò, Monteodorisio, Pescara e altri borghi abruzzesi furono dati in feudo a Sordello da Goito, il poeta incontrato da Dante Alighieri nel Purgatorio. Si ipotizza anche che nel XII secolo fosse stata eretta una piccola chiesa gestita dai Cavalieri dell'Ordine di Malta, che avevano la loro sede a Vasto, nella distrutta chiesa di San Giovanni Battista Gerosolimitano, che stava nei pressi dell'attuale chiesa del Carmine.

### Monteodorisio nell'età moderna
Monteodorisio ciononostante, divenne la seconda città del distretto vastese, dotandosi anche di importanti monasteri, come quello di San Bernardino fuori le mura, gestito dai Frati Minori Osservanti,  e di San Francesco d'Assisi dentro le mura, demolito negli anni '60 del Novecento, suffragato al più importante monastero di Francescani in Vasto (attuale chiesa di Sant'Antonio da Padova).
Il 1 agosto 1566 subì l'attacco turco di 105 galee, comandate da Pialì Pashà, per ordine di Solimano il Magnifico. I turchi dapprima saccheggiarono Vasto, anche se vennero messi in fuga dalle cannonate del Castello Caldoresco, nello stesso giorno giunsero a che a Monteodorisio, bruciando la chiesa di San Giovanni, risalendo il fiume Sinello. I turchi attaccarono nuovamente la zona nel 1716, risalendo sempre il fiume, e catturando dei guardiani di vacche. Nel corso del XVI secolo il paese entrò nelle mire della famiglia D'Avalos del Vasto, che dette numerosi benefici a Monteodorisio, fortificando il castello. Una visita al paese fu fatta nel 1533 dal giovane don Diego d'Avalos, il realizzatore del Palazzo della Penna a Vasto e della chiesa della Congrega del Carmine. Nel 1707 don Cesare Michelangelo d'Avalos, tornando da Vienna a Vasto, si fermò a Monteodorisio, con il luogotenente fidato Guglielmo Amblingh, che ebbe in feudo il contado. In quest'epoca il borgo si allargò notevolmente, superando i confini delle vecchie mura, che vennero demolite nell'800, insieme alle porte, delle quali restano i toponimi delle strade.

### Monteodorisio nell'800
Durante il governo francese a Napoli di Gioacchino Murat, nel 1799 si verificarono disordini a Monteodorisio e Vasto. Il brigantaggio iniziò ad assalire con più rigore quelle terre tra il 1809 e il 1810: il generale Carlo Antonio Manhes nominò la commissione militare a Lanciano e Vasto, usando il pugno di ferro contro i malandrini, condannando a morte 125 briganti e incarcerandone 166. A Monteodorisio fu portato in sfilata il cadavere del brigante Saverio Pomponio di Vasto. Nel 1836 ci fu una grave epidemia di colera.

### Modifiche nel Novecento
Nel corso del XX secolo Monteodorisio si è avviata verso la modernità, ciò ha comportato la modifica di parti del centro storico, le mura che erano inglobate nelle case, videro demolite le porte di ingresso, alcune torri ancora oggi visibili, sono inglobate nelle case, esempio valido di fortificazione secondaria al castello è la Torre dei Celestini, vicino al santuario della Madonna delle grazie.
Una parte del castello, per edificare il palazzo comunale, fu demolita, perdendo un torrione angolare, lato piazza Umberto I. L'ultima controversa demolizione nel 1964, ha interessato la sconsacrata chiesa di San Francesco, lungo via Vittorio Emanuele, in abbandono dalla fine dell'800 e usata come pollaio.

## Descrizione

### Il borgo

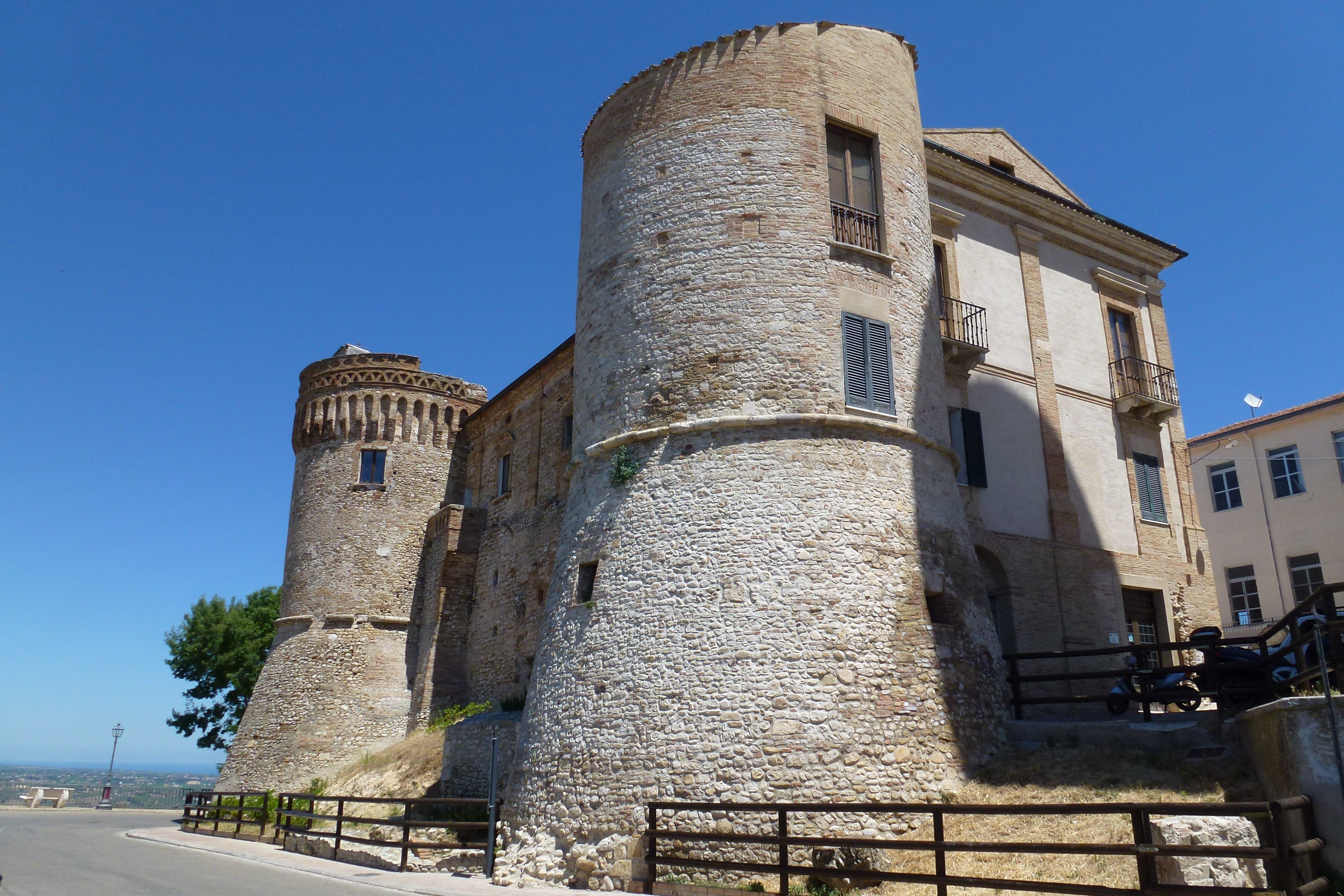
Il castello di Monteodorisio

Il borgo fortificato era recintato da una cerchia muraria che, verosimilmente girava intorno al quartiere di Capo Rocca dove sta il castello (Largo Castello e piazza Umberto I), indi proseguiva per Porta Carbonara e via muro rotto. Nel quartiere di Capo Rotto sono posti dei ruderi di una torre urbica a pianta quadrata detta il Castelluccio (del XII secolo). Ai limiti dello stanziamento collinare si trova la torre campanara del monastero dei celestini. Altre sono poste in Largo Carbonara ed in Via del Muro Rotto. Nel punto più alto si trova il castello risalente al XIV secolo. L'impiego della pietra, prevalentemente calcarea, rispecchia il relativo sottosuolo. Altra fonte di approvvigionamento del materiale edile è il riciclo dei pezzi architettonici, fenomeno dovuto alla difficoltà di trasporto dei materiali. Si recuperano così materiale da risulta proveniente da crolli e demolizioni tra cui laterizi, bozze e blocchi di calcare compatto degli edifici più antichi. Tra questi edifici con materiale da riciclo vi è la torre dei Celestini (del XIII secolo) posta la torre settentrionale e la torre occidentale. La torre dei Celestini consta di conci di calcare di circa 60 x 30. Il Castelluccio forse era un presidio di avvistamento in epoca normanna.

## Monumenti
Castello di Monteodorisio 
Il castello risale all'XI secolo, sopra una preesistente torre, costruito dai Normanni per controllare la valle del Sinello. Successivamente fece parte del dominio di Oderisio Berardi (XIII secolo). Nel XVI secolo passò alla famiglia D'Avalos, che cambiò gli interni e le torri angolari a scarpa, affinché il castello fosse una residenza gentilizia, pur con i sottertanei medievali adibiti a prigioni. Tuttavia la struttura originaria si è abbastanza conservata. Ha pianta quadrata con quattro torri circolari angolari, due delle quali modificate, e altre decorate dei tipici beccatelli del XVI secolo.
 Chiesa parrocchiale di San Giovanni Battista 

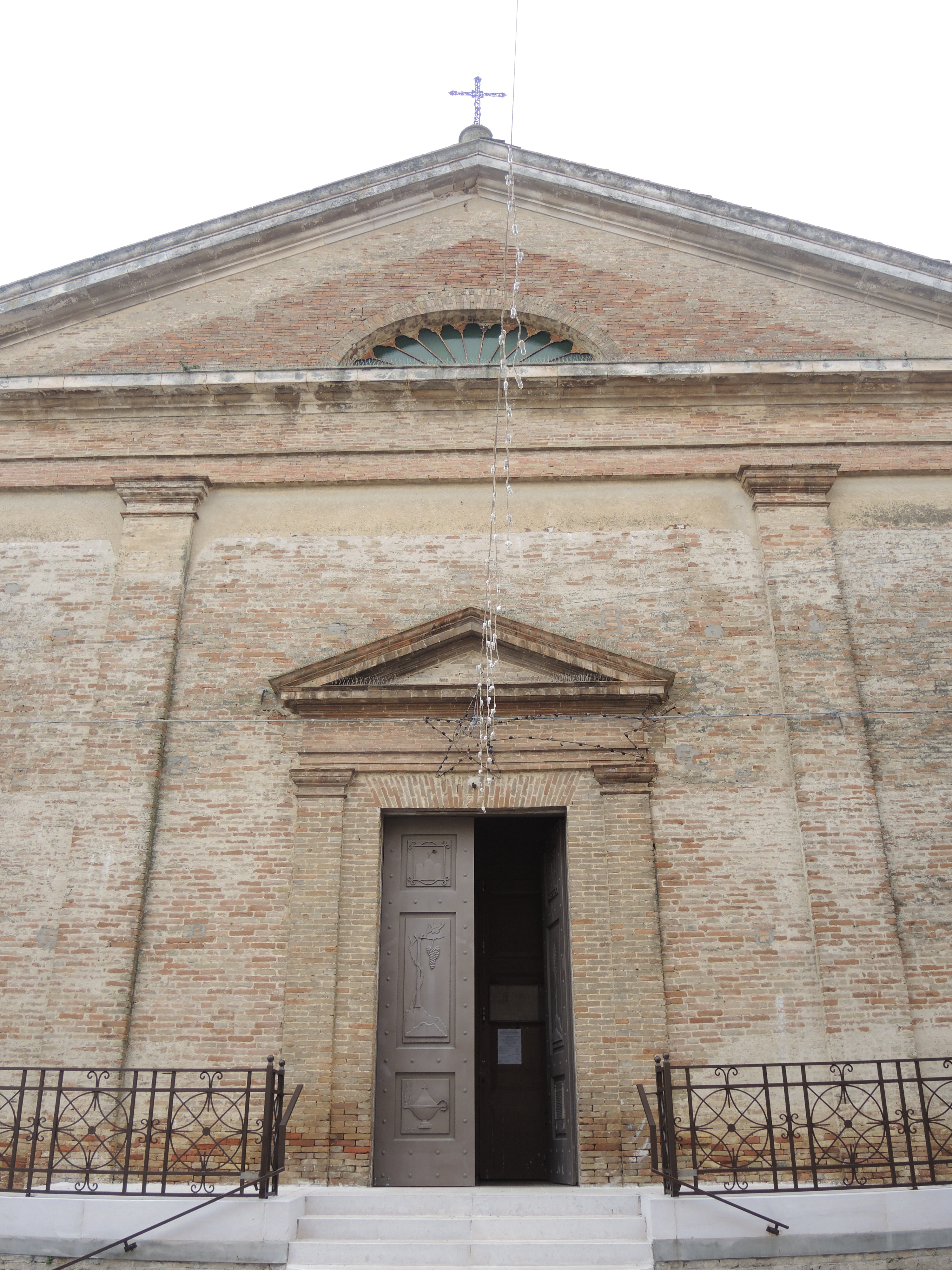
Facciata della chiesa di San Giovanni

La chiesa è la parrocchia principale del paese, è del XIV secolo, e fu saccheggiata dai Turchi nel XVI secolo, ricostriora, e poi modificata completamente in stile neoclassico nel XIX secolo. 
Ha facciata a cortina laterizia, con suddivisione inferiore a quattro paraste con capitelli dorici. L'interno ha tre navate neoclassiche. Il campanile è l'unico elemento medievale, con aggiunte barocche, a torre con decorazioni ad archetti sulle cornici.
 Ex convento di San Francesco d'Assisi 

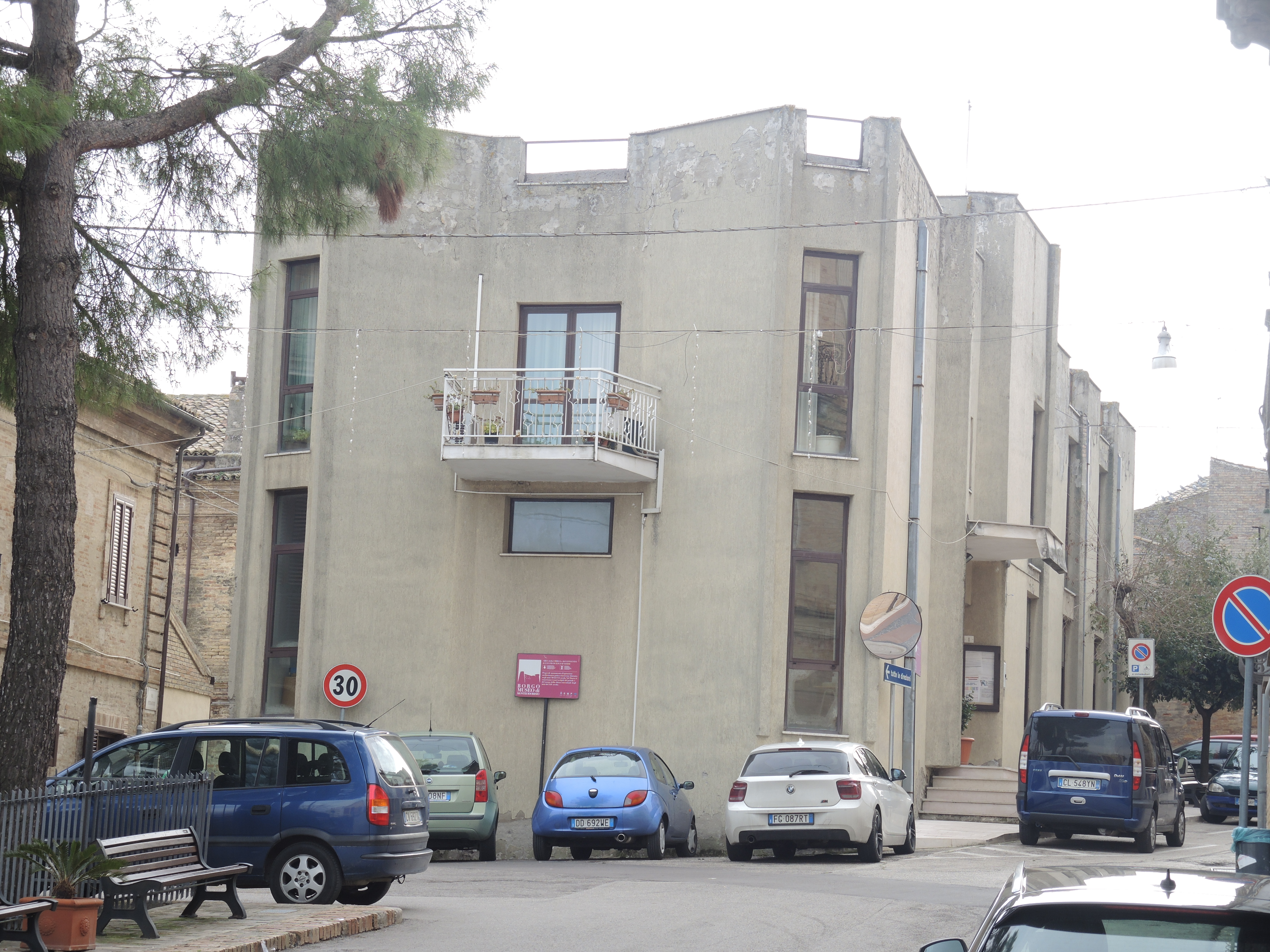
Palazzo delle Poste, che sorge sopra l'area dell'antica chiesa di San Francesco

Il convento occupava l'area finale di via Vittorio Emanuele, a confluenza con Largo San Francesco. Era uno dei complessi francescani più importanti del sud Abruzzo a confine col Molise, fondato nel 1341, citato nell'Ordine Provinciale del frate Paolino da Venezia, dipendente dal convento di San Francesco (oggi Sant'Antonio di Padova) di Vasto. Il convento originariamente sorgeva fuori le mura di Monteodorisio, poi fu integrato, ebbe vita fiorente sino alle soppressioni del 1809 e del 1866. Nel 1885 il monastero fu requisito dal comune e adibito ad uso civile, ossia la scuola, mentre la chiesa restò abbandonata, tanto che nel 1964 venne demolita perché a rischio crollo, il portale venne smontato e conservato nel deposito comunale. Con tale demolizione venne perduta la facciata trecentesca opera secondo alcuni, di Francesco Petrini di Lanciano, e sopra l'area della chiesa venne edificato un anonimo edificio sede delle Poste comunali. Il portale della facciata era a sesto acuto, con arcata ogivale centrale, simile alle chiese di Santa Maria Maggiore e Sant'Agostino di Lanciano, secondo Chiappini proveniva dalla scuola del basso Abruzzo, dalle chiese di Agnone di San Francesco e Sant'Emidio, ed era sormontato da un bel rosone a raggiera in pietra bianca. Il campanile era una torre, ricavata da un presidio di guardia medievale. L'interno era barocco, a navata unica, con tetto a capriate lignee, senza ilo transetto, e con abside conclusa da coro ligneo con volta a crociera, ornata da affreschi. prima della demolizione, all'interno era ancora leggibile l'affresco rinascimentale di San Cristoforo, protettore dei pellegrini. A fianco della chiesa si trovava il convento con il chiostro, oggi diroccato, molto ben descritto da Lorenzo Salimbeni nel catasto del 1885. Solo alcuni reperti dell'antica chiesa, come capitelli del portale, sono oggi visibili, nella collezione museale del Castello d'Avalos.
 Santuario della Madonna delle Grazie 

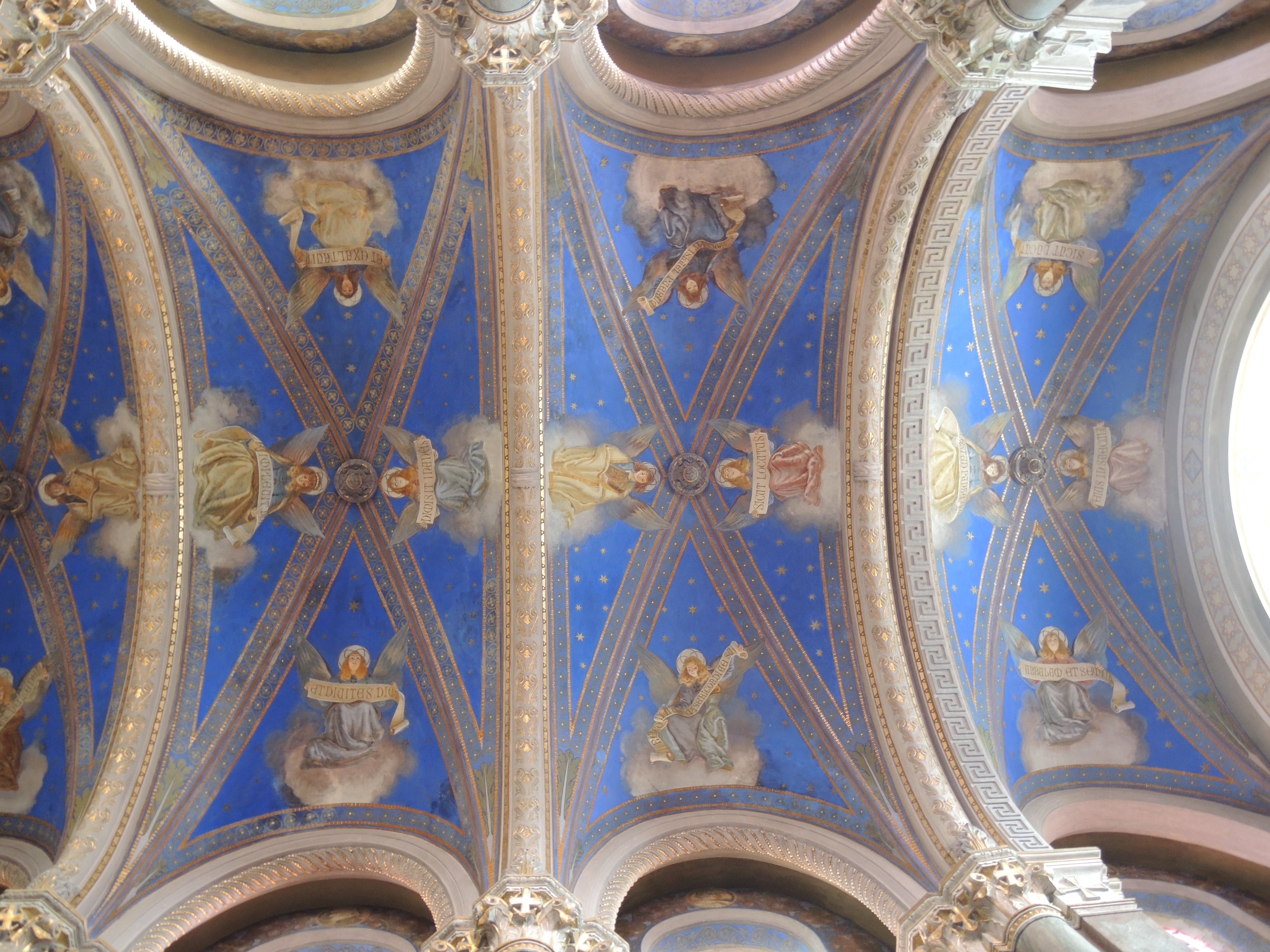
Soffitto pseudo-trecentesco del santuario della Madonna delle Grazie

Il santuario esisteva sin dal XII secolo, facente parte della chiesa del complesso abbaziale benedettino di San Nicola, poi di Santo Spirito dei Padri Celestini (XIII secolo), ma dopo la soppressione dell'ordine e l'abbandono, quando la chiesa fu legata al culto di un'apoarizione mariana nel XVII secolo, fu ricostruito nel 1866 appena fuori Porta Carbonara, in stile eclettico neogotico. Le origini risalgono a una fonte ritenuta miracolosa per le guarigioni delle malattie, e vi fu eretta un'edicola sacra. Nel restauro molto corposo, la chiesa ha assunto un aspetto neogotico-liberty, progettato dagli architetti Gaetano d'Agostino e Nicola Biondi, con pianta longitudinale a croce latina, e abside quadrata. L'interno è decorato da tre navate con volte a crociera riccamente dipinte da un cielo blu lapislazzuli con figure angeliche, in cui l'artista si è ispirato ai volti giotteschi. Dietro l'altare maggiore l'abside contiene una nicchia con la statua storica della Vergine delle Grazie. La facciata della chiesa è tripartita da paraste, con il corpo centrale aggettante, rispetto ai bracci del transetto, e presenta beccatelli sotto il cornicione. Essendo a salienti seguendo lo stile gotico, la facciata ha al centro un rosone a raggi, e delle nervature orizzontali che corrono lungo tutto il perimetro, a sfondo verdastro, riprendendo lo stile tardo romanico toscano-pisano.
 Palazzo Fanghella-De Cristoforo 

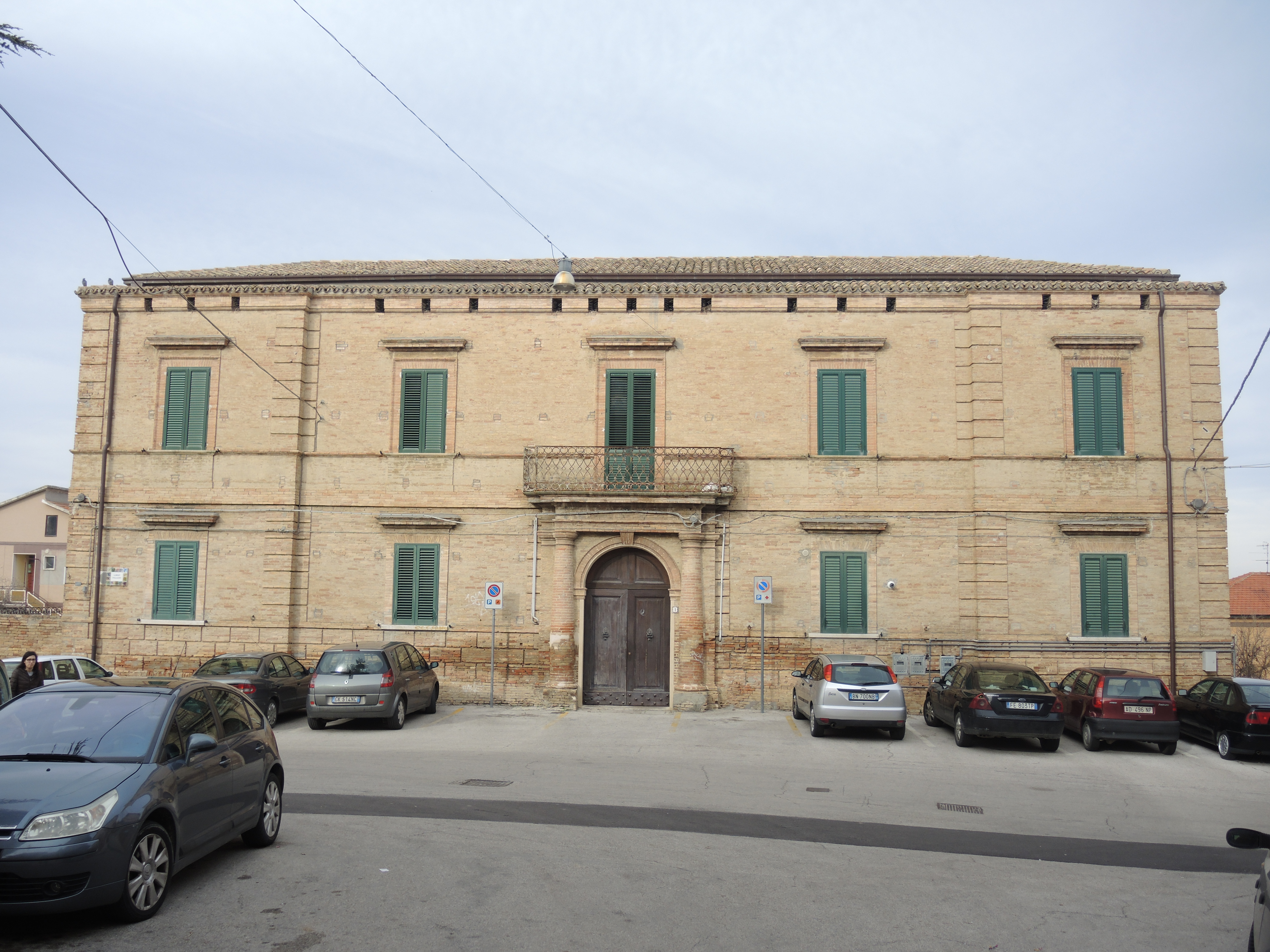
Palazzo Fanghella De Cristoforo

Si trova sullo spiazzo finale di via Roma e via Palazzo, realizzato nel 1880. I prospetti sono posti verso oriente, nel vallone del Sinello, la costruzione si sviluppa su due pieni oltre a quello seminterrato, si denotano caratteristiche aderenti a un impianto neoclassico, con un asse di simmetria che attraversa l'androne, il cortile e il vano di scala. La parete delle scale sul cortile è traforata da tre archi a pieno centro su pilastri, che anticipano quelli strutturali della scala a tre rampe. La fabbrica si sviluppa quindi intorno al cortile con vani disposti intorno ad essa, determinando all'esterno una sequenza ritmica di aperture scandite dalle paraste bugnate, ricavate dall'uso del mattone faccia vista di cui è costituita gran parte del palazzo. Gli ambienti interni sono coperti da volte a padiglione, a vela o a botte, il prospetto principale è spartito in tre corpi, dei quali i laterizi sono più aggettanti rispetto alla parte centrale di più ampia estensione, scandita da paraste. Il portale principale è archivoltato, posto tra semicolonne con capitello dorico, e architrave da cui sporge un balcone centrale con ringhiera in ghisa lavorata.
 Palazzo Municipale 
Il palazzo è stato ricavato dal castello d'Avalos sul piazzale della corte interna (piazza Umberto I). Risale alla metà dell'800, ed è in stile neoclassico, scandito in due settori da cornicione marcapiano in laterizio, e da paraste, anch'esse dello stesso materiale, come il cornicione della sommità, molto aggettante. Il portale principale ha un architrave a tutto sesto, molto semplice, e le finestre presentano architrave a timpano triangolare, meno quella dell'avancorpo centrale, con timpano curvilineo. L'interno è la sede della giunta comunale, e una porta permette l'ingresso al museo civico allestito nel castello.

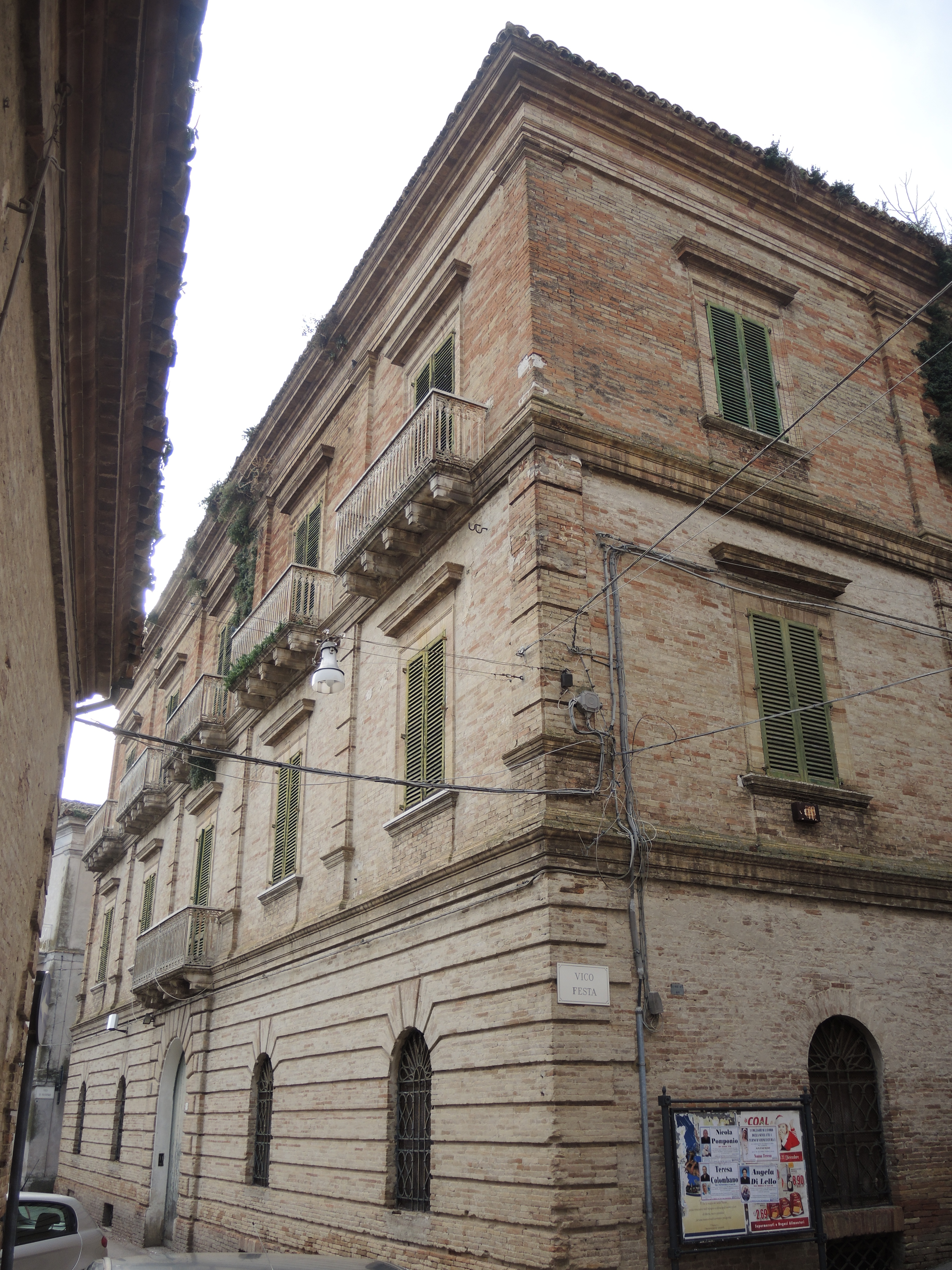
 Palazzo Suriani 
Il palazzo si trova nel cuore del centro du via Vittorio Emanuele, elevato su tre piani, più il seminterrato, e concluso in cima da copertura a falde inclinate. Il disegno è del 1840 dell'architetto Michelangelo Romano, espressione tipica della casa signorile in laterizio e cotto, in stile tardo-settecentesco, realizzata su impianto rettangolare con rigida distribuzione degli ambienti intorno ad un asse simmetrico, che essendo perpendicolare alla facciata principale, attraversa l'androne, il cortile e la scala dei piani superiori. Il fulcro dell'organismo è costituito da un cortile, che ha la funzione di luogo baricentro del palazzo. L'organismo è solido nelle strutture, salubre nell'esposizione dei vani e comodo per le forme degli ambienti. Nell'ampio androne d'ingresso segue il cortile porticato, scandito da pilastri, antistante la scala a tre rampe su pilastri, da cui si va agli appartamenti superiori. L'esterno è molto sobrio, scandito da cornici orizzontali, il primo settore è fasciato in bugnato, con un portale principale ad arco tutto sesto, e finestre simili, gli altri settori hanno ordine regolare di finestre con cornice molto semplice, e solo quello dell'ultimo piano ha balconi con mensole per ciascuna apertura.
 Porta Carbonara e torri medievali 
Si ritiene che questa porta, posta ad est, si trovasse presso dei magazzini per il carbone. Alcune fonti dicono che la porta fosse l'estrema parte periferica dove si scaricavano i rifiuti della città. Essa fu demolita nella metà del XIX secolo, e rimane solo il toponimo presso la via, faceva parte della cinta muraria di Monteodorisio, di cui restano poche tracce dopo l'allargamento del borgo ottocentesco; questa porta aveva un'altra corrispondente, posta in via Muro Rotto, abbastanza conservata, malgrado l'arco non esista più, nelle fortificazioni degli stipiti e nella torre cilindrica posta accanto, usata come alloggio della sentinella. La torre è realizzata in mattoni, con muratura a scarpa.
 Torrione dei Celestini 
Un'altra torre si trova all'ingresso del borgo (via Perdicasso Barrile), nei pressi del santuario di Santa Maria delle Grazie (precedentemente monastero dei Padri Celestini dedicato a Santo Spirito, a sua volta eretto sopra il convento benedettino di San Nicola), ed è detta torre dei Celestini, risalente al XIII secolo (secondo il Ricci nel suo manoscritto sulla storia di Monteodorisio ]1841] era datata 1289), a pianta quadrata, realizzata in opus mixtum, con pietra e muratura varia. La parte più bassa reca la muratura antica in pietra tufacea, mentre gran parte del settore superiore è in mattone cotto. Conserva una feritoia e fori perimetrali usati per i pali di legno impiegati durante la costruzione. Si ritiene che fosse la torre di guardia dell'antico monastero dei Padri Celestini di Vasto, di cui oggi rimane la torre presso il Teatro Rossetti.